# سيكاس
السيكاس (الاسم العلمي: Cycas) هو جنس من النباتات يتبع فصيلة السيكادية من رتبة السيكاديات. يعد السيكاد من أغلى نباتات الزينة وأطولها عمراً وتعتبر أستراليا الموطن الأصلي لهذه النبتة، التي أمكن تربيتها وتكييفها في اغلب مناطق العالم. عمر السيكاد يصل إلى خمسين سنة وهذه النبتة تشبه النخلة ذات جذع اسطواني الشكل يكون سعفها ذا ملمس ناعم ينتهي إلى شوكة مدببة مثل شوكة النخلة.
أفضل الأجواء لنمو السيكاد هي البيئة الرطبة ذات درجات الحرارة المعتدلة ولذلك فهي لا تتأثر في فصل الصيف حيث ترتفع درجات الحرارة، أما في فصل الشتاء فلا تتأثر كثيراً بانخفاض درجات الحرارة لكن نموها يتوقف، وقد تم تصدير العديد من هذه النباتات إلى خارج سوريا وخصوصاً إلى الخليج العربي وتعمد بعض الدول إلى سن قوانين تمنع استيراد هذه النبتة ولذلك يلجأ البعض إلى تهريبها.
تتكاثر هذه النبتة بطريقة الفسائل حيث تقطع البصلة بواسطة آلة حادة من جذع النبتة الأم (الأصلية)..وتربية هذه النبتة والمحافظة على استمرار نموها بصورة طبيعية صعب ولذلك تحظى هذه النبتة بعناية خاصة من أصحاب المشاتل والمزارع.
إن أصحاب المشاتل الذين يقومون بتربية وتكثير نبتة السيكاد قليلون، وينظر إليهم من إقرانهم الآخرين على أنهم أثرياء وان وجود عدد كبير من شتلات السيكاد في مشاتلهم يعتبر كنزاً كالذهب.
وفي كل موسم زراعي يقوم المصدرون الزراعيون بشراء أكبر كمية ممكنة من نباتات السيكاد من اجل تصديرها إلى دول الخليج والأردن وإيران، وفي العام الماضي تم تصدير كميات كبيرة إلى دول الخليج خصوصاً، ويرجع تحسين سبب ارتفاع سعرها إلى جمال هذه النبتة والشهرة الواسعة التي تحظى بها وإلى صعوبة التكاثر، كما أن نموها بطيء جداً، ولذلك فهي نبتة نادرة بالقياس إلى غيرها من النباتات ويطلق البعض عليها تسمية (عروس الحديقة وملكة نباتات الزينة).